# Rhytiphora albofasciata
Rhytiphora albofasciata là một loài bọ cánh cứng trong họ Cerambycidae.